# Ría de Ares
Ría de Ares är en flodmynning i Spanien. Den ligger i provinsen Provincia da Coruña och regionen Galicien, i den nordvästra delen av landet, 500 km nordväst om huvudstaden Madrid.